# Kelmieńce
Kelmieńce (ukr. Кельменці́) – osiedle typu miejskiego na Ukrainie, w obwodzie czerniowieckim, siedziba władz rejonu dniestrzańskiego.
Znajduje tu się stacja kolejowa Łarha - węzeł linii Czerniowce – Ocnița z linią do Chmielnickiego.

## Historia
Miejscowość założone w 1559, w latach 1359–1812 należała do Mołdawii. W 1960 otrzymało status osiedla typu miejskiego.
W 1989 liczyło 8217 mieszkańców.
W 2013 liczyło 7457 mieszkańców. Do 2020 siedziba władz rejonu kelmienieckiego.